# Światowy Dzień Świadomości Autyzmu
Światowy Dzień Świadomości Autyzmu (ang. World Autism Awareness Day, WAAD) – święto obchodzone corocznie 2 kwietnia z inicjatywy Kataru w osobie Jej Wysokości Mozy, małżonki emira Hamada ibn Chalifa Al Saniego, popartej przez Zgromadzenie Ogólne ONZ rezolucją z 18 grudnia 2007 (A/RES/62/139) i opublikowaną 21 stycznia 2008 roku.
Obchody Dnia mają na celu podnoszenie świadomości społecznej na temat autyzmu. Wizja i inicjatywy Jej Wysokości pomogły w realizacji praw dzieci niepełnosprawnych i ich społeczności, zarówno w państwach arabskich, jak i na całym świecie.
Obchody Dnia są również okazją do globalnego politycznego zaangażowania i bardziej efektywnej współpracy międzynarodowej w tej dziedzinie. Podstawowe założenia obejmują zwiększenie potencjału zaspokajania szczególnych potrzeb osób z autyzmem, umożliwienie rozwijania indywidualnych talentów oraz poprawę dostępu do usług opiekuńczych i pomocowych dla społeczności osób z autyzmem. 
W swoim przesłaniu z 2 kwietnia 2012 sekretarz generalny Organizacji Narodów Zjednoczonych podkreślił, że:
Coroczne obchody Światowego Dnia Wiedzy na temat Autyzmu mają zachęcić do podejmowania takich działań i zwrócić uwagę na niedopuszczalną dyskryminację, nadużycia i izolację, jakich doświadczają ludzie dotknięci autyzmem i ich najbliżsi. Jak podkreśla Konwencja Praw Osób Niepełnosprawnych, osoby z autyzmem są równe wobec prawa i przysługują im wszystkie prawa człowieka i podstawowe wolności.

## Święta pokrewne
- Od 2005 roku 18 czerwca obchodzony jest przez osoby w spektrum autyzmu Autystyczny Dzień Dumy (ang. Autistic Pride Day, APD). Osoby dorosłe chcą, by autyzm przestał być uważany za chorobę, a stał się akceptowaną odmiennością[4].
- Od lat 90. XX wieku w pierwszym tygodniu grudnia, w którym przypada Międzynarodowy Dzień Osób z Niepełnosprawnościami, obchodzony jest Europejski Tydzień Autyzmu (ETA). Jest on okazją do nagłośnienia problemów osób w autyzmu. Obchody koordynuje Autism Europe, organizacja działająca pod patronatem Unii Europejskiej, współpracująca m.in. z WHO[5]. W Polsce działa Porozumienie Autyzm–Polska[6], skupiające 45 organizacji z terenu całego kraju działających na rzecz dzieci i osób dorosłych z autyzmem[7].
- Autism Europe organizuje również w ciągu roku konferencje i spotkania w krajach Unii Europejskiej zwane Europejskimi Dniami Autyzmu, (ang.) European Days of Autism, w celu omówienia konkretnych zagadnień związanych z autyzmem i wymiany wiedzy  oraz doświadczenia na poziomie UE[8].